# LGBT práva na Kiribati
Lesby, gayové, bisexuálové a translidé (LGBT) se na Kiribati mohou setkávat se sociálním nepříjemnostmi. Mužský homosexuální styk je zde ilegální. Ženský sice ne, i přesto zde však lesbické ženy čelí násilí a diskriminaci.

## Ústava
Ústava Republiky Kiribati sama o sobě staví mimo zákon pohlavní styk mezi osobami stejného pohlaví.
V trestněprávní oblasti se análním pohlavním stykem mezi osobami téhož pohlaví zabývají sekce 153, 154 a 155.
Smilstvo proti přírodě
153. Každý kdo-
(a) vykoná soulož se zvířetem anebo anální styk s jinou osobou; nebo
(b) umožní mužské osobě toto spáchat s ním/nebo s ní,
se tímto dopouští trestného činu, za nějž mu lze uložit trest odnětí svobody v maximální délce trvání 14 let.
Pokus o smilstvo proti přírodě a nemravnost
154. Kdo se pokusí o spáchání výše uvedeného trestného činu, anebo se pokusí přimět jinou mužskou osobu k jeho spáchání, se tímto rovněž dopouští trestného činu, za nějž mu lze uložit trest odnětí svobody v maximální délce trvání 7 let.
Smilstvo mezi muži
155. Osoba mužského pohlaví, která vykoná, bez ohledu na to zda veřejně či v soukromí, soulož s jinou osobou mužského pohlaví, či se jí k tomu jakkoli pokusí přimět bez ohledu na to, zda veřejně či v soukromí, se tímto dopouští trestného činu, za nějž ji lze uložit trest odnětí svobody v maximální délce trvání 5 let.

## Souhrnná tabulka
| Legální stejnopohlavní styk                                          | Mužský ilegální (Trest: Až 14 let vězení; neuplatňováno) / Ženský legální |
| Stejný věk legální způsobilosti k pohlavnímu styku pro obě orientace | Muži ne / Ženy ano                                                        |
| Antidiskriminační zákony v zaměstnání                                | (2015)                                                                    |
| Antidiskriminační zákony v přístupu ke zboží a službám               | No                                                                        |
| Antidiskriminační zákony v přístupu ke zboží a službám               | No                                                                        |
| Stejnopohlavní manželství                                            | No                                                                        |
| Stejnopohlavní soužití                                               | No                                                                        |
| Adopce dítěte partnera                                               | No                                                                        |
| Společná adopce dětí stejnopohlavními páry                           | No                                                                        |
| Gayové a lesby smějí otevřeně sloužit v armádě                       | Kiribati nemá ozbrojené síly                                              |
| Možnost změny pohlaví                                                |                                                                           |
| Přístup k umělému oplodnění pro lesbické ženy                        | No                                                                        |
| Náhradní mateřství pro gay páry                                      | No                                                                        |
| MSM smějí darovat krev                                               | No                                                                        |